# Fernando de Talavera
Fernando de Talavera (1428 - 1507) foi um monge jerónimo, prior de Prado, bispo de Ávila e arcebispo de Granada, confessor e conselheiro de Isabel, a Católica, que agiu activamente na política castelhana e na organização do reino de Granada. Foi ainda um escritor, embora menos conhecido, com indubitáveis méritos.
Nasceu de família conversa, como se especificou nas denúncias à Inquisição quando era já o primeiro Arcebispo de Granada, cerca de 1500, em Oropesa (província de Toledo), provavelmente filho de García Álvarez de Toledo, Senhor de Oropesa e de Ayala (falecido depois de 1429), da família de um Mestre da Ordem de Santiago e da bastarda de bastardos afonsinos Leonor Téllez Alfonso de Castilla-Guzmán e de Haro (nascida antes de 1370), pais de um tal Fernando Alvarez de Toledo y Tellez Alfonso de Guzmán, (nascido cerca de 1390 que também poderia ter sido o seu pai biológico) homónimo mais antigo de Fernando Alvarez de Toledo de outra família (os "Alba", ligados com o Arcebispo Gutierre Álvarez de Toledo, mas não com estes últimos) que foi promovido a Conde de Oropesa por Isabel I de Castela em 1475 com quem se confunde frequentemente por homonímia.
Por isso os primeiros cronistas chamaram-no "Frei Hernando de Oropesa". Estudou teologia na Universidade de Salamanca e fez estudos de secretariado em Barcelona. Tinha 30 anos de idade quando ingressou na ordem de São Jerónimo e pouco depois era Prior do Mosteiro do Prado, perto de Valladolid.
Foi confessor da rainha Isabel I de Castela, ainda antes de esta chegar ao trono (1474). De facto, foi o encarregado de supervisionar que os votos de Joana, a Beltraneja, herdeira de Henrique IV de Castela, fossem feitos correctamente, para que não pudessem ser revogados, reavivando a guerra civil que levou Isabel ao trono. Em 1480 actua como árbitro na redução das rendas da nobreza, e consegue fundos para a Guerra de Granada.
Opôs-se à criação da Inquisição, pelo que foi pregar para Sevilha com a ideia de evitar medidas mais duras contra um povo que se tinha convertido ao cristianismo, mas que conhecia pouco e mal essa religião. Depois da chegada dos inquisidores, chega a denunciar os abusos destes.
Até 1486 é ele o bispo de Ávila, administrador apostólico da diocese de Salamanca (1483-1485), e em 1492 primeiro arcebispo de Granada. Ali procede a aplicação de uma política de conversão suave, evitando ameaças e coerções. De facto, impediu que a Inquisição se estabelecesse em Granada. Esta política de mão branda teve um êxito bastante limitado, ganhando inimigos. Em 1499 o Cardeal Cisneros passa a empregar métodos mais enérgicos, forçando as conversões, o que levaria à rebelião dos muçulmanos e mouriscos.
Em 1505, um ano depois da morte da rainha Isabel, o Inquisidor de Córdova, Lucero, manda prender amigos e familiares de frei Fernando, e prepara-lhes um processo. Mas Roma, em concreto o Papa Júlio II (um Médici), defende-o e Cisneros põe em liberdade os seus parentes em 1507. Nesse mesmo ano morre frei Fernando de Talavera.
Parece ter sido um homem rigoroso e austero, interessado na verdadeira espiritualidade. O seu carácter austero levou-o, por exemplo, a criticar a rainha pelos adornos, bailes e corridas de touros celebradas em honra de uma delegação francesa em 1493.
As suas obras reflectem o interesse por ensinar a doutrina cristã de forma prática, como o Tratado sobre o vestir, calçar e comer, um tratado sobre as práticas da época que a seu ver eram pecaminosas. Outras obras suas são:
- De como hão de viver as monjas de San Bernardo no seu mosteiro de Ávila
- Muito proveitoso tratado contra o murmurar e dizer mal de outro na sua ausência…
- Proveitoso tratado de como devemos haver cuidado de despender muito bem o tempo, e em que maneira o havemos de despender para que não se perca algum momento